# 统一电力系统

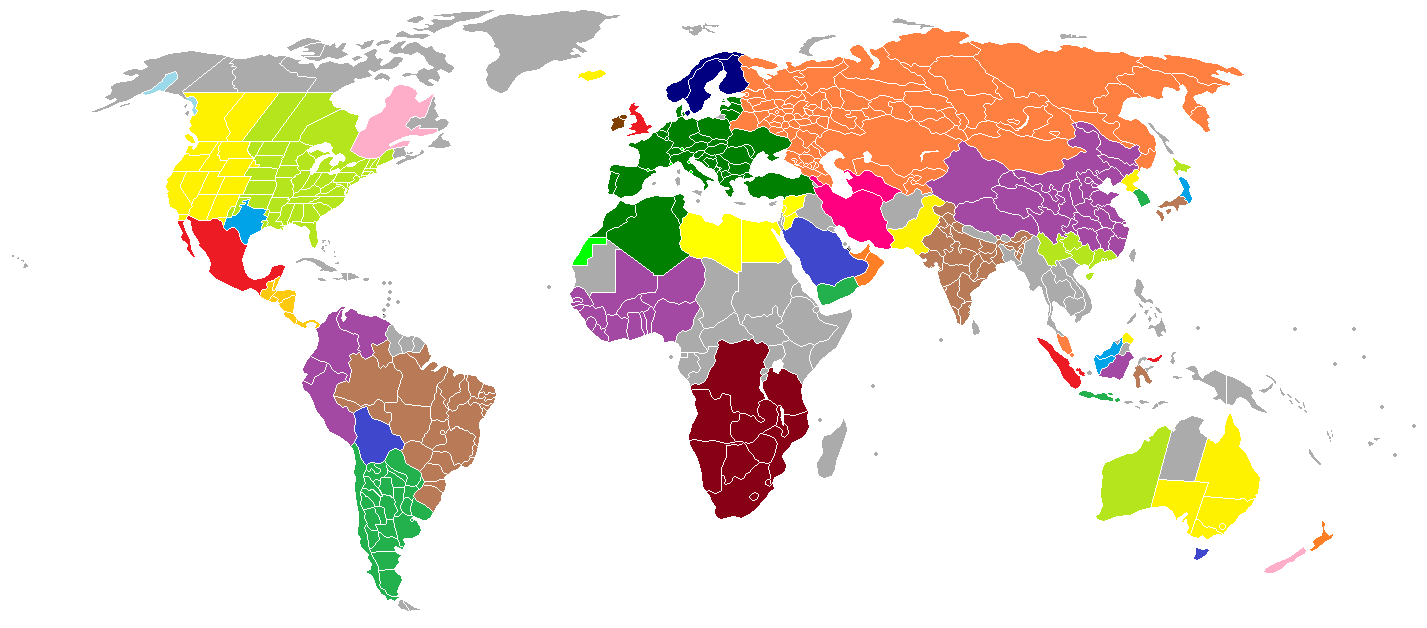
统一电力系统在欧洲的同步电网用橙色表示

统一电力系统（俄语：Единая энергетическая система России），是苏联的广域同步电网。装机容量300GW，年发电量1.2万亿度，使用人口2.8亿。地跨8个时区。蘇聯解體後，為獨聯體成員使用。

## 历史
1917年十月革命后，列宁提出了“共产主义就是苏维埃政权加全国电气化”。1920年2月21日设立了国家电气化委员会，提出了苏维埃俄罗斯电气化计划，并于1920年12月21日第八届全俄罗斯苏维埃代表大会批准：划分为8个电力区域，包括南方区、中央工业区、北方区、乌拉尔区、伏尔加区、突厥斯坦区、高加索区、西西伯利亚区，各区因地制宜发展电力工业；在10-15年时间里，建设装机容量为175万kW的30座区域电厂，其中10座大型水电站，全国总装机容量比一战前增加1.5倍；发电量从1921年的5亿kWh增至88亿kWh，即增加16倍（1913年发电量19亿kWh）。1922年建成第一条110kV输电线路。1926年建成苏联第一座大型水电站：沃尔霍夫水电站，1932年提前建成当时欧洲最大的第聂伯河水电站，1933年建成下斯维里河水电站及第一条220kV输电线路。1932年第一个五年计划完成时，苏联年发电量125亿kWh，1937年达到360亿kWh；1940年装机容量1120万千瓦，发电量达到了486亿kWh。 
1950年，建成第一条±100千伏直流输电线路。1956年投运的古比雪夫水电站-莫斯科的400千伏输电线路（1961年升压为500千伏），把苏联的中央电网与中部伏尔加电网联网。这是统一电力系统的肇始。由于苏联否定了欧洲大陆通用的400kV输电等级，因此作为220kV与500kV的中间电压等级，于1957年开始建设第一条330kV输电线路。
1957年，赫鲁晓夫把集中统一的经济管理体制改为分散的地区国民经济委员会管理体制，保留了全苏电站建设部。1959年增设了动力和电气化国家委员会，负责新技术与协调。
1960年代初开始发展超临界火电机组，蒸汽参数23.5兆帕，540℃，单机容量500MW、800MW与1200MW的超临界机组分别于1964年、1970年、1975年投产，至1985年超临界机组占火电机组总功率的50.5%。1985年水电比重19.5%，最大水电机组为640MW。
1964年建成第一条±400千伏直流输电线路，长475km。1965年恢复了全联盟动力和电气化部，集中统一领导电厂、物资、机械、维修。为百万千万以上规模的核电基地、火电基地电力外送及促进国际联网，在西部建设750kV超高压电网。第一条750kV输电线路建设于1966-1967年，从加里宁州科纳科沃火电厂到莫斯科，长度100km。1972年建成从顿巴斯经第聂伯河畔扎波罗热到文尼察的750kV输电线路。1979年建成切尔诺贝利核电站—文尼察—匈牙利阿尔萨特变电站的750kV输电线路跨国联合电力系统。以及从各个核电站到负荷中心的750kV输电线路,建成了第一个750 kV 环网。：
- 列宁格勒核电站—列宁格勒变电站-加里宁核电站（英语：Kalinin Nuclear Power Plant）-科纳科沃火电厂（英语：Konakovo Power Station）
- 旧奥斯科尔-库尔斯克核电站—布良斯克—斯摩棱斯克核电站（英语：Smolensk nuclear power plant）-卡卢加-莫斯科
- 扎波罗热核电站—扎波罗热

至1978年统一电力系统包含了除中亚、远东两大电网之外的其它9个大电网：中央、中部伏尔加、西北、南方（乌克兰境内）、北高加索、外高加索、乌拉尔、西伯利亚、北哈萨克。这11大区域电网联网了97个地区电网。其中中亚联合电网包含了7个地区电网，覆盖中亚四个加盟共和国与南哈萨克，于1970年形成。另有4个孤立地区电网。统一电力系统以中央电网的中线（彼得罗扎沃茨克—切列波韋茨—弗拉基米尔—米哈伊洛夫—库尔斯克）为界，东部采取了1150kV/500kV/220kV/110kV电压系列，西部采取了750kV/330kV/110(150)kV。
在开展750千伏科研工作的同时，以“弗·伊·列宁”命名的全苏电工研究院、全苏电力勘察设计研究院，列宁格勒高压直流输电研究院、扎波罗热全苏变压器研究院 （页面存档备份，存于）、扎波罗热变压器厂以及高等院校针对1150kV交流输电与±750kV直流输电的基础研究，以实现哈萨克的坑口火电基地电力远距离外送并促成区域大电网互联。1972年开始设备研制攻关与样机试制。1978年转入工厂化生产与原型设备试运行考核。1985年8月,苏联建成第一条1150kV特高压输电线路（埃基巴斯图兹--科克切塔夫）长497km，及2座1150kV变电站。1988年8月建成了科克切塔夫-库斯塔奈1150kV特高压输电线路，长410km，及库斯塔奈1150kV变电站。至此，1150kV输电线路全长907km，投入商业运营。并按照预定计划继续向西建成库斯塔奈-车里雅宾斯克1150kV特高压输电线路，长328km；向东建成埃基巴斯图兹-巴尔瑙尔-伊塔茨卡娅（Итатская，坐标北纬55°26′11″东经89°04′25″）的1150kV特高压输电线路1115km。这些特高压线路作为骨干把乌拉尔电网、哈萨克电网、西伯利亚电网实现了联网。1980年代开始研究±1150千伏直流输电、3000千伏交流输电的基础技术。
1979-1993年，统一电力系统还包含了东德、波兰、捷克斯洛伐克、匈牙利、罗马尼亚与保加利亚等东欧国家，现在这些国家属于欧洲大陆同步电网。中亚统一电力系统于2001年加入了统一电力系统。 2009年，乌兹别克斯坦退出该系统，连带塔吉克斯坦也退出了电网。土库曼斯坦于2003年6月退出中亚统一电力系统。 2009年12月1日乌兹别克斯坦退出中亚统一电力系统。
2025年2月8日，波羅的海三國宣佈成功實施同步計劃，其電網正式脫離俄羅斯控制的統一電力系統，同步歐洲大陸電網。
2001年7月11日俄联邦526号法令《关于重建俄联邦统一能源系统》，确定了俄罗斯统一电力系统（Unified power system of Russia, UPS) 。
统一电力系统还包括蒙古国。

## 与其它电网互联
IPS/UPS与波罗的海三国电网同步互联，并通过容量为1420兆瓦的背靠背直流输电线路在芬兰与北欧电网相连。俄罗斯与欧盟正在考虑将IPS/UPS与ENTSO-E电网统一，从而形成单一的横跨13个时区的超级同步电网。